# Gemeinde Birštonas

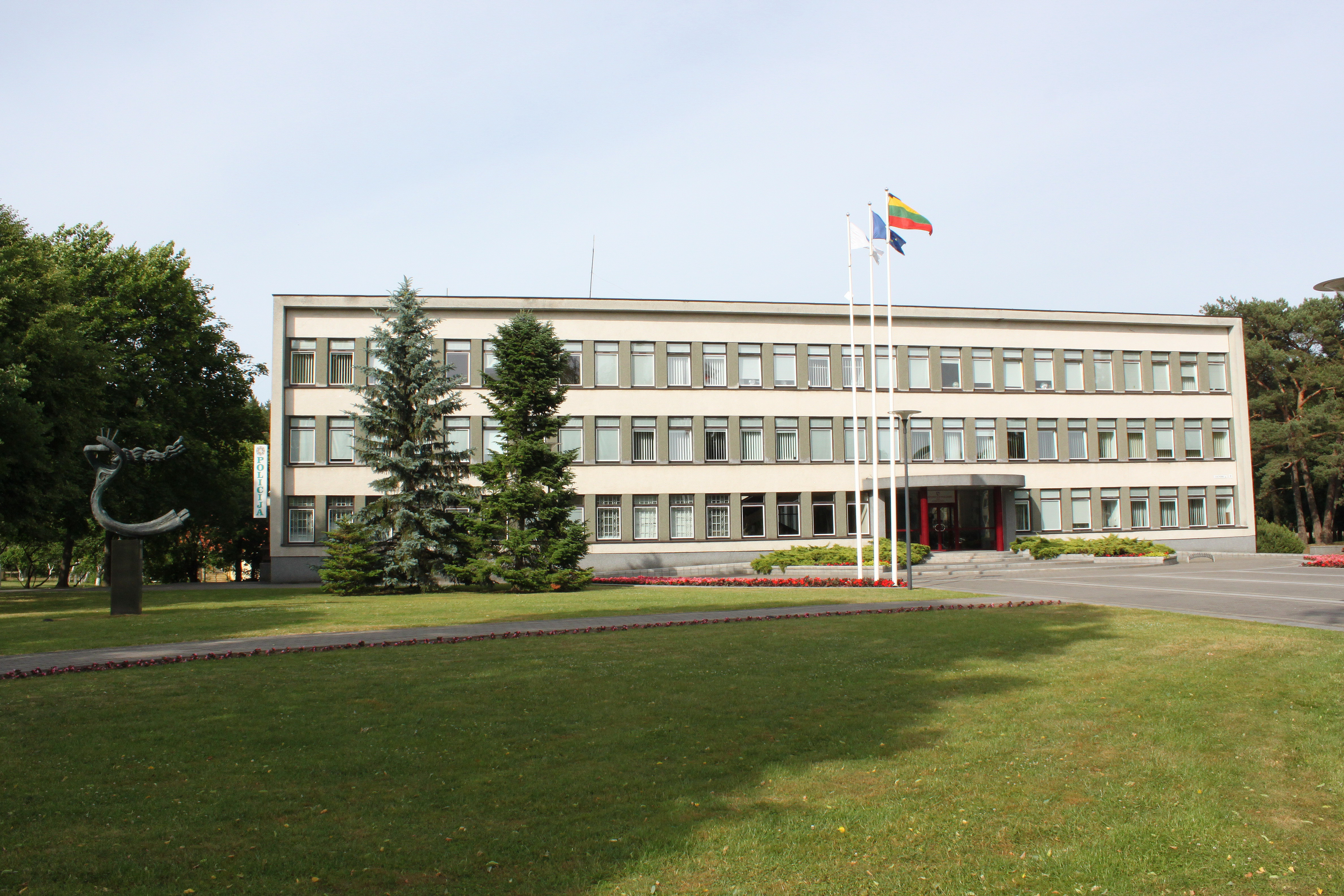
Verwaltung der Gemeinde

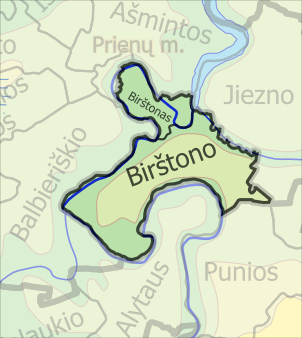
Amtsbezirke der Gemeinde Birštonas

Die Gemeinde Birštonas (Birštono savivaldybė) ist eine der sogenannten Neuen Selbstverwaltungsgemeinden (Nauja Savivaldybė) in Litauen ohne Zusatzbezeichnung.

## Geographie und Tourismus
Mit 124 km² und 5 256 Einwohnern umfasst die Gemeinde außer der Stadt Birštonas noch 49 Dörfer. Der Flughafen Pociūnai (bei Prienai) ist bekannt für sein Flugtourismus mit Möglichkeit zum Ballonfahren, Fallschirmspringen und Segelfliegen.
Der von den Bienenzüchtern des Bezirkes gewonnene Honig  wird im Dorf Stakliškės zum „Litauischen Honigwein“ (midus) verarbeitet.

## Galerie

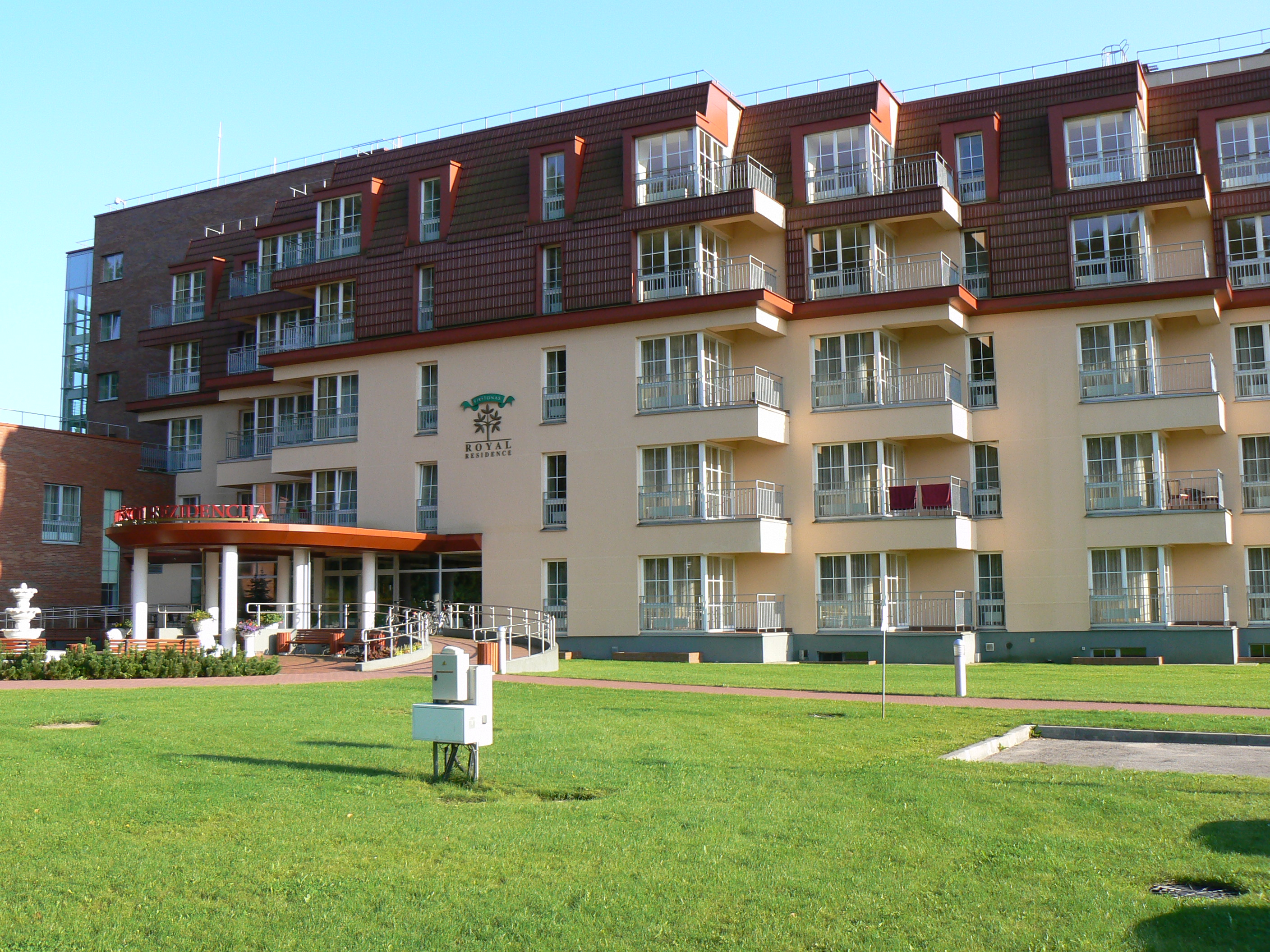
SPA-Hotel „Karališkoji Rezidencija“
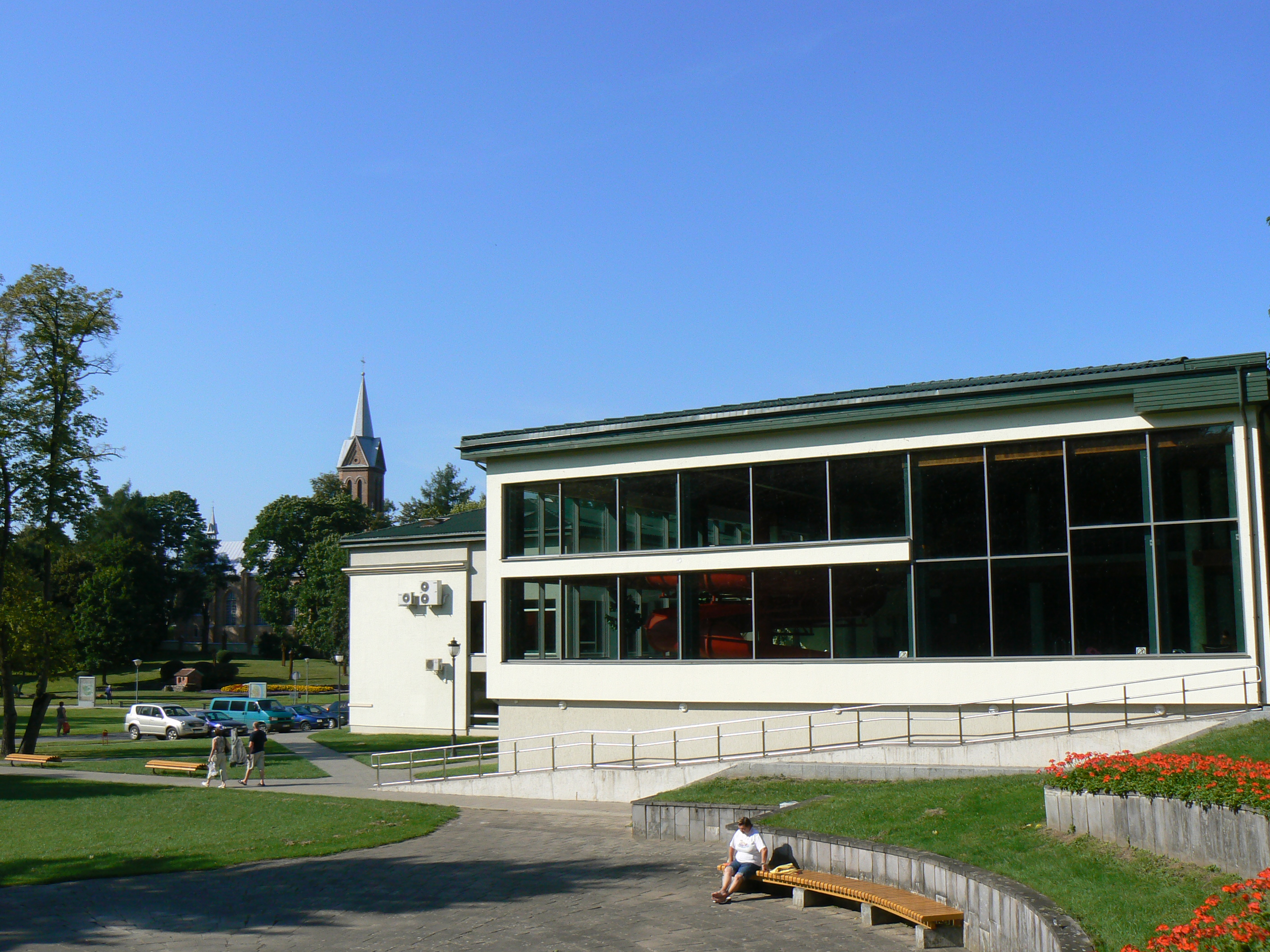
„Tulpė“-Sanatorium
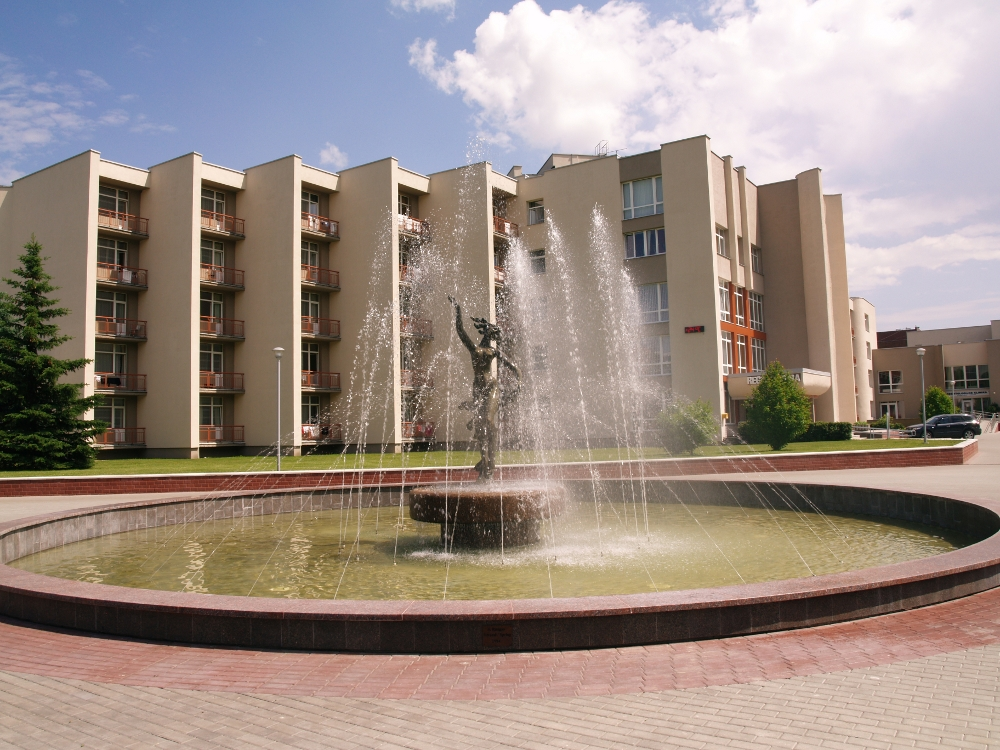
AB Birštono sanatorija „Versmė“
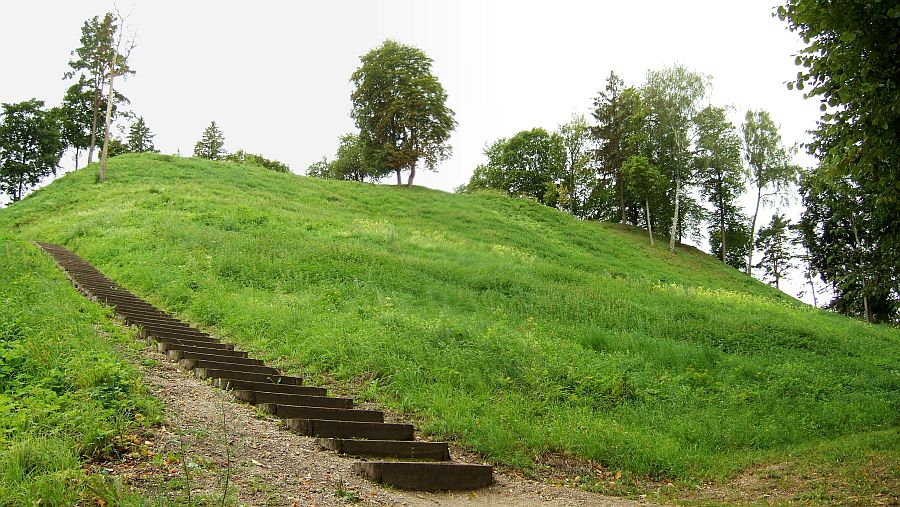
Wallburg Birštonas
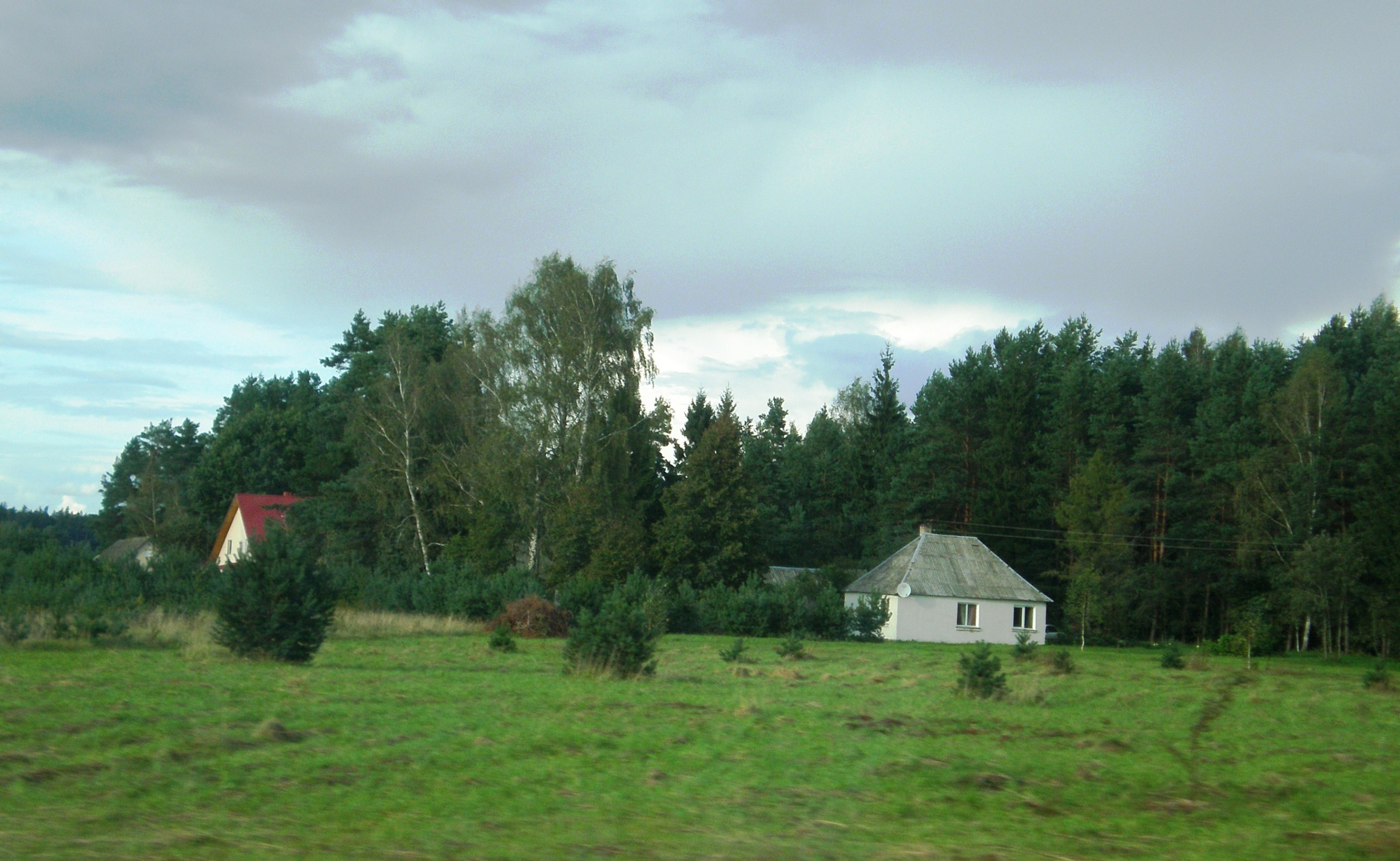
Škėvonys

## Weblink
- Website der Gemeinde (lt, en)